# Entwicklungsdose

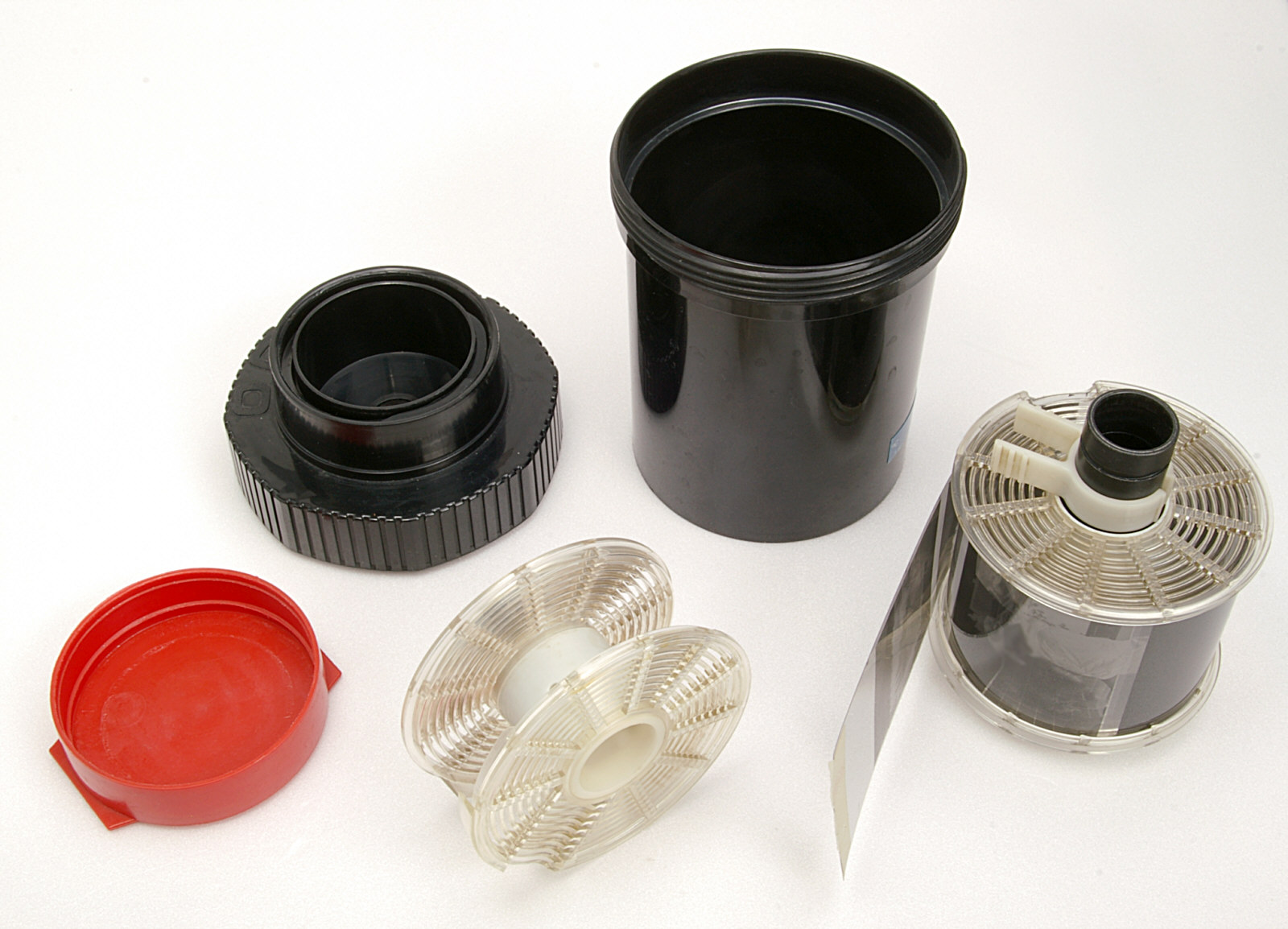
Eine Entwicklungsdose für die Kippentwicklung von Filmen

Eine Entwicklungsdose ist ein in der Analogfotografie eingesetztes Gerät zur Entwicklung von Filmen. Darunter versteht man lichtdichte Behältnisse, in die das lichtempfindliche Material normalerweise bei völliger Dunkelheit eingebracht wird. Nach dem Verschließen kann das Umgebungslicht eingeschaltet und der Entwicklungsprozess durch Einfüllen/Ausgießen der notwendigen Chemikalien sowie entsprechender Bewegung vorgenommen werden. Das Zusammenkleben der Filmwindungen wird entweder durch einen Spiraleinsatz (wie auf dem Foto) oder durch ein Noppenband, das am Rand (so dass die Spuren nicht im Bild sichtbar sind) kleine Erhebungen hat, das zusammen mit dem Film aufgewickelt wird, verhindert. Zur Bewegung wird der Einsatz ruckweise gedreht oder die ganze Dose gekippt (dazu muss der Deckel z. B. durch eine Zusatzkappe wasserdicht verschließbar sein).
Gegenüber der Schalenentwicklung in offenen Gebinden besteht der Vorteil, dass bei Umgebungslicht gearbeitet werden kann. Zudem kann die Bewegung der Dose mechanisiert werden.
Als Entwicklungstank wird eine meist halb- oder vollautomatisch arbeitende Entwicklungsmaschine bezeichnet.

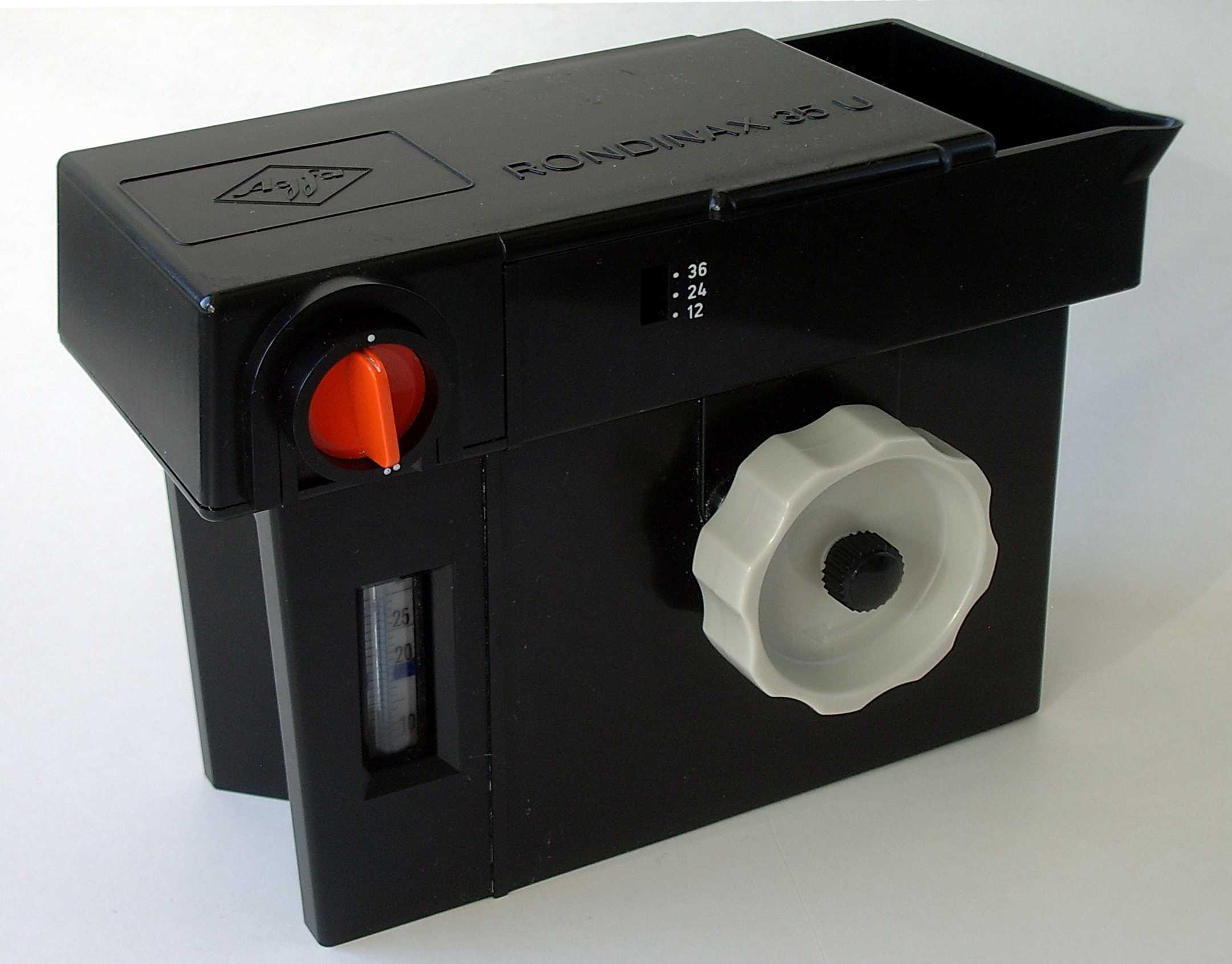
Tageslichtentwicklungsdose Agfa Rondinax 35U

Eine Tageslichtdose erlaubt auch das Beschicken bei normalem Umgebungslicht. Sie besteht aus zwei Kammern, dem eigentlichen Entwicklungstank und der Filmpatronenkammer. Die Filmpatrone kann bei Tageslicht eingelegt werden, der Filmanschnitt wird in den Transportmechanismus des Tanks eingeführt und das Gehäuse verschlossen. Anschließend wird der Film in die Dose eingespult, je nach Modell am Ende mit einer integrierten Schneidevorrichtung abgetrennt und kann dann entwickelt werden.
Als Entwicklungstrommel werden zylindrische Behälter zur Verarbeitung von Fotopapieren bezeichnet. Im Gegensatz zur Schalenentwicklung erlaubt die Trommelentwicklung die Verarbeitung unhandlich großer Formate unter völligem Lichtabschluss (etwa für Farbpapiere) mit sehr geringen Mengen Chemikalien (die bei Farbprozessen in der Regel nach jeder Anwendung fortzugießen sind). Anders als Filmentwicklungsdosen werden Entwicklungstrommeln stets liegend angewendet: Erst beim Kippen in die Waagerechte kommen die zuvor eingebrachten Flüssigkeiten mit dem an der Innenwand anliegenden Fotopapier in Kontakt. Durch manuelles Rollen der Trommel auf einer Arbeitsfläche oder durch automatisches Wälzen im temperierten Wasserbad einer Entwicklungmaschine wird das Papier gleichmäßig benetzt.